# Fulton (Texas)
Fulton è un centro abitato degli Stati Uniti d'America, situato nella contea di Aransas dello Stato del Texas. Secondo il censimento effettuato nel 2010 la sua popolazione ammonta a 1,358 unità. Il suo nome deriva da George Ware Fulton, uno sviluppatore di terreno nella zona.

## Geografia fisica
Secondo l'Ufficio del censimento degli Stati Uniti d'America la città ha un'area totale di 2.5 miglia quadrate (6.4 km²), di cui 1.4 miglia quadrate (3.6 km²) sono terra, mentre 1.0 miglia quadrate (2.7 km²) sono costituiti dall'acqua. Il suo confine è delineato a sud dalla città di Rockport, il capoluogo della contea. La Texas State Highway 35 passa attraverso il centro della città, e porta a nord, attraverso l'ingresso di Copano Bay. Corpus Christi è distante 32 miglia (51 km) a sud-ovest, mentre Port Lavaca 49 miglia (79 km) a nord-est. Il clima in questa zona è caratterizzato da estati calde e umide e inverni generalmente lievi. Secondo la Classificazione dei climi di Köppen, Fulton ha un clima subtropicale umido, abbreviato nelle mappe climatiche come "TUF".

## Società

### Evoluzione demografica

#### Censimento del 2000
Secondo il censimento del 2000, c'erano 1,553 persone, 707 nuclei familiari e 439 famiglie residenti nella città. La densità di popolazione era di 1,149.9 persone per miglio quadrato (444.2/km²). C'erano 1,008 unità abitative a una densità media di 746.4 per miglio quadrato (288.3/km²). La composizione etnica della città era formata dal 84.61% di bianchi, l'1.16% di afroamericani, lo 0.90% di nativi americani, l'8.89% di asiatici, il 2.25% di altre razze, e il 2.12% di due o più etnie. Ispanici o latinos di qualunque razza erano il 11.27% della popolazione.
C'erano 707 nuclei familiari di cui il 18.2% aveva figli di età inferiore ai 18 anni, il 51.5% erano coppie sposate conviventi, il 7.1% aveva un capofamiglia femmina senza marito, e il 37.8% erano non-famiglie. Il 32.1% di tutti i nuclei familiari erano individuali e il 16.3% aveva componenti con un'età di 65 anni o più che vivevano da soli. Il numero di componenti medio di un nucleo familiare era di 2.20 e quello di una famiglia era di 2.77.
La popolazione era composta dal 18.8% di persone sotto i 18 anni, il 5.4% di persone dai 18 ai 24 anni, il 21.3% di persone dai 25 ai 44 anni, il 28.0% di persone dai 45 ai 64 anni, e il 26.5% di persone di 65 anni o più. L'età media era di 49 anni. Per ogni 100 femmine c'erano 106.0 maschi. Per ogni 100 femmine dai 18 anni in su, c'erano 105.0 maschi.
Il reddito medio di un nucleo familiare era di 26,857 dollari, e quello di una famiglia era di 30,417 dollari. I maschi avevano un reddito medio di 25,486 dollari contro i 18,750 dollari delle femmine. Il reddito pro capite era di 15,456 dollari. Circa il 11.2% delle famiglie e il 15.4% della popolazione erano sotto la soglia di povertà, incluso il 19.8% di persone sotto i 18 anni e l'8.6% di persone di 65 anni o più.

## Cultura

### Istruzione
L'intera comunità di Fulton è servita dalla Aransas County Independent School District. Gli alunni sono differenziati in varie strutture: Little Bay Primary School (Rockport, Pre-K-K), Live Oak 1-3 Learning Center (Rockport), Fulton 4-5 Learning Center (Fulton), Rockport-Fulton Middle School (Rockport), and Rockport-Fulton High School (Rockport). Nella città è inoltre presente la Aransas County Public Library.